# Chanda Vanvilay
Chanda Vanvilay (* 20. März 1985; auch Chanhda Vanhvilay) ist ein Badmintonspieler aus Laos.

## Sportliche Karriere
Chanda Vanvilay konnte sich für die Südostasienspiele 2009 qualifizieren. Im Herrendoppel gewann er sein Auftaktmatch mit Yothin Latsavong gegen Jaime Junio und Patricque Francisco Magnaye von den Philippinen mit 21:4 und 21:14, verlor aber die Viertelfinalbegegnung gegen die Indonesier Bona Septano und Mohammad Ahsan mit 13:21 und 11:21. Mit diesem 5. Platz konnten beide jedoch für einen Achtungserfolg bei den Spielen in ihrer Heimat sorgen.
Einen weiteren 5. Platz erkämpfte er sich im Mixed mit Bhoupakesone Lomany, wo sie im Viertelfinale gegen die späteren Sieger Nova Widianto und Liliyana Natsir ausschieden. Mit dem Team war ebenfalls im Viertelfinale Endstation.